# 上高吉
上高吉（匈牙利語：Felsőgagy）是匈牙利包尔绍德-奥包乌伊-曾普伦州所辖的一个村，与下高吉相邻。总面积14.47平方公里，总人口164，人口密度11.3人/平方公里（2011年1月1日）。